# Eu Vi na TV
Eu Vi na TV foi um programa de televisão brasileiro apresentado por João Kléber na RedeTV! entre 15 de novembro de 1999 e 21 de novembro de 2005.
Uma versão semelhante do programa foi transmitida pela TVI em Portugal com o nome Fiel ou Infiel.

## História
O programa entrou no ar ainda em 15 de novembro de 1999 com o nome Te Vi na TV, com um formato simples e apelo popular. Em um palco com pequeno auditório, o apresentador João Kléber dividia espaço com a banda paulistana Karnak, investia em stand-up comedy, contava com a dupla de humoristas C1 e C2 e com alguns quadros em que contracenava com outros atores. Além disso, eram exibidas várias pegadinhas – as quais, no auge do programa, chegaram a ocupar boa parte do tempo de duração de cada edição do programa e até todo o tempo de sua duração – e quadros como o "Repórter cara-de-pau", que entrevistava pessoas com perguntas engraçadas como "O que você acha do governo cimentar a ponte aérea?" e "Você tomaria a vacina contra o vírus da internet?" bem como o célebre quadro "A Saga de Robertinho: 40 Anos de Praia" protagonizado pelo jornalista da RedeTV! e ator paulistano Renê Navarro. O sucesso da atração foi imediato, garantindo a melhor audiência da RedeTV! na época e a 2ª maior audiência naquele horário do dia – atrás apenas da Rede Globo –, com picos de 7 pontos.

### Mudanças
Mais tarde, o programa sofreu várias alterações. O nome foi trocado para "Você na TV" a partir de 2000 e finalmente, "Eu vi na TV" a partir de 2001. Deixaram o programa a dupla C1 e C2, os quadros de humor tradicional bem como os quadros de stand-up comedy e a atração acabou caindo em uma linha mais popularesca. O tempo de duração de cada edição passou a ser dividido entre pegadinhas, quadros como "Cíúme" (em que uma atriz com roupas curtas paquerava um homem acompanhado), "Tudo Pelo Amor" (em que João ajudava um casal separado a fazer as pazes) e por fim, o célebre "Teste de Fidelidade" (em que um cônjuge era "testado" ao ser seduzido por algum ator ou atriz, enquanto o outro cônjuge – o qual havia solicitado, ao programa, o teste – assistia a tudo através de câmeras ocultas que filmavam o que ocorria entre o cônjuge testado e o ator/atriz), que tornou-se o quadro de maior sucesso do programa. Em uma certa época do programa – já pelo 2º semestre de 2003 –, o Teste passou a dividir espaço com o quadro "Você tem Medo da Verdade?", em que João entrevistava personalidades com perguntas duras e polêmicas.

### Polêmicas e fim do programa
Apesar de o Eu Vi na TV contar com altos índices de audiência para uma emissora relativamente nova e ainda pouco popular como a RedeTV!, o programa foi frequentemente citado pelo público entre os piores programas da televisão aberta no país. O quadro Teste de Fidelidade foi criticado por supostamente estimular a violência contra a mulher ao exibir brigas entre maridos testados e suas esposas ao vivo no programa. Os casos exibidos no quadro também foram acusados de serem "fraudados".
Em 14 de novembro de 2005, logo após a RedeTV! ter acatado a decisão da Justiça de não exibir mais aquelas pegadinhas e o Teste de Fidelidade, a emissora demitiu João Kléber – tendo vindo a recontratá-lo 7 anos depois, em novembro de 2012 – e tirou definitivamente o Eu Vi na TV do ar.

## Controvérsias
Em 2004, o programa entrou no Ranking da Baixaria na TV, da campanha "Quem Financia a Baixaria é Contra a Cidadania", realizada pela Comissão de Direitos Humanos e Minorias da Câmara dos Deputados do Brasil. Em 2005, o programa voltou a fazer parte do ranking. As denúncias eram por horário impróprio, suspeita de fraude e exposição de pessoas ao ridículo.